# See What a Fool I've Been
«See What a Fool I've Been» — пісня британського рок-гурту «Queen», яка вийшла на Б-стороні синглу «Seven Seas of Rhye». Вона була натхненна блюзовою піснею Сонні Террі та Брауні Макгі«The Way I Feel». Спочатку вийшла у 1974 році, її було перевидано  1991 року як один з бонус-треків у перевиданні альбому «Queen II». Пісня була описана як «повільне і найближче сповзання „Queen“ до блюзу, яке коли-небудь у них було».

## Історія
«See What a Fool I've Been» вийшла на Б-стороні синглу «Seven Seas of Rhye», вона була однією з кількох перших не-альбомних пісень в кар'єрі «Queen». Ця пісня датована попереднім до «Queen» гуртом «Smile». Браян Мей почув пісню «The Way I Feel» Сонні Террі та Брауні Макгі в телевізійній програмі, але на той час він не знав назву пісні або гурту. Він згадав риф і деякі тексти пісень і приніс їх до гурту, а потім узявся до написання «See What a Fool I've Been».
Пісня не записувалася до сесій альбому «Queen II», хоча вона виконувалася наживо з моменту утворення «Queen». Версія пісні синглової Б-сторони містить таке вокальне виконання Фредді Мерк'юрі, яке за природою найкраще можна схарактеризувати як бурлеск, а версія пісні, виконана під час живих виступів і сесій для «BBC», офіційно випущених у 2011 році, має більше прямолінійне виконання. Крім того, між версією синглової Б-сторони і версією сесій для «BBC» та живими версіями є відмінності у ліриці (з посиланнями на «потяг до Джорджії» і «автобус Greyhound на світанку», про це не чути у версії синглової Б-сторони, в той час, як в живих версіях немає текстів «матрос» або «гавкіт собаки»), причина цих відмінностей ніколи не була пояснена.
У 2004 році Мей зв'язався з шанувальником «Queen», який виявив на якій пісні «See What A Fool i've Been» була заснована, що так довго було таємницею. Мей офіційно підтвердив, що композиція «The Way I Feel» була натхненням для написання «See What A Fool i've Been» після того, як шанувальник відправив йому нещодавно випущений компакт-диск з піснею Сонні Террі та Брауні Макгі (разом з приміткою, що пояснює, як це було відстежено у ході перегляду текстів пісень, а не в процесі прослуховування кожного запису Сонні Террі і Брауні Макгі). Пояснення історії пісні з'явилося на офіційному сайті Мея у лютому 2004 року в Soapbox. Мей сказав, що планує зв'язатися з агентами авторів оригіналу, щоб обговорити давно назріле питання роялті.

## Учасники запису
- Фредді Мерк'юрі — головний вокал
- Браян Мей — акустична і електро- гітари
- Роджер Тейлор — ударні
- Джон Дікон — бас-гітара